# Tennantite
La tennantite è un minerale, prende il nome dal chimico inglese Smithson Tennant (scopritore dell'osmio e dell'iridio).
Sistema cristallino cubico con forma dei cristalli in tetraedri o rari ottaedri.